# 경기도산림환경연구소
경기도산림환경연구소(京畿道山林環境硏究所)는 경기도 내의 사방사업과 산림재해의 예방설계, 시공, 감리 및 사방시설의 관리, 도유림 및 자연휴양림의 경영, 산림피해 상담, 지도 및 방역, 임업기술 보급 등의 사무를 관장하기 위하여 경기도청 산하에 설치된 사업소이다.
연구소장은 지방기술서기관이나 지방녹지연구관으로 보한다.

## 연혁
- 1993년 9월 10일: 경기도사방사업소와 경기도임업시험장을 합쳐 경기도산림환경연구소 설치
- 1998년 9월 14일: 경기도도유림사업소와 휴양림관리소 흡수, 입업시험장 분리, 경기도산림자원관리소로 변경
- 2000년 7월 24일: 경기도임업시험장 흡수, 경기도산림환경연구소로 변경

## 조직
소장
- 도유림관리팀
- 잣향기푸른숲운영팀
- 휴양림관리1·2팀
- 산림토목팀
- 나무연구팀
- 수목원관리팀